# Eugène Keesen
Eugeen Jan Keesen, né le 3 avril 1841 à Gingelom (Belgique) et décédé le 16 août 1923 à Bruxelles, est un prêtre catholique et homme politique belge.

## Biographie
Troisième fils des agriculteurs Charles Keesen (fils de notaire) et Anne-Marie Keesen (fille d'échevin), Eugeen Keesen fit des études au petit séminaire de Saint-Trond et au grand séminaire du diocèse de Liège. Il est ordonné prêtre en 1864. 
Il est chapelain à Velm (1864-1867) puis à Waremme (1867-1877), enfin curé à Tessenderlo (1877-1895).
Rédacteur de La revue des hommes d'œuvres, il fut élu sénateur provincial du Limbourg (1894-1923). En 1898, il devint chanoine d'honneur de la cathédrale de Liège et prélat domestique du pape Léon XIII. 
Il termina sa vie comme aumônier du couvent et hospice des 'Petites Sœurs des Pauvres', à la 'rue Haute de Bruxelles.
Il fut créé commandeur de l'ordre de Léopold; décoré de la Croix Pro Ecclesia et Pontifice; croix civique de 1re et de 2e classe; médaille Civique pour Actes de Courage et de Dévouement; Médaille Commémorative du Règne de Léopold II.

## Œuvres
- Revue des hommes d'œuvres ;
- La Ligue antimaçonnique, d'après le plan de Léon XIII. Rapport, Bruxelles, 1886.
- Études sociales. La mission de l'État d'après la doctrine et la méthode de Saint Thomas d'Aquin, Bruxelles, 1890.
- La réforme électorale et la question ouvrière ou la représentation des intérêts. Une formule pratique et possible, Louvain, 1892.

## Sources
- Bio sur ODIS
- Notice biographique sur ARSOM
- Notice et faire-part de décès